# Liste der Ehrenbürger von Eggenfelden
Die Ehrenbürgerschaft ist die höchste Auszeichnung, die die niederbayerische Stadt Eggenfelden vergeben kann.
Seit 1887 wurden folgende 20 Personen zu Ehrenbürgern ernannt. Im Zuge der Eingemeindung von Gern I wurden die drei dort verliehenen Ehrenbürgerschaften übernommen. Fünf während der Zeit des Nationalsozialismus verliehene Ehrenbürgerschaften wurden am 5. April 2011 per Beschluss des Stadtrates formal aberkannt.
Im Sitzungssaal des Eggenfeldener Rathauses befindet sich eine Bildergalerie mit Porträts der Ehrenbürger.
Hinweis: Die Auflistung erfolgt chronologisch nach Datum der Zuerkennung.

## Die Ehrenbürger der Stadt Eggenfelden
1. Georg Lex (* 1819; † 1892)
Oberamtsrichter
Verleihung am 30. Januar 1887
Lex wurde in Würdigung der wohlwollenden und humanen Weise, in der er 25 Jahre lang sein Amt als Amtsrichter ausgeübt hat, zum ersten Ehrenbürger ernannt.
2. Jakob Raß (* 1824; † 1897)
Geistlicher Rat
Verleihung am 13. Mai 1893
Raß wurde anlässlich seines 25-jährigen Jubiläums als Pfarrer in Eggenfelden geehrt.
3. Friedrich Hahl
Gutspächter
Verleihung am 7. Mai 1907 in Gern I
4. Rudolf Bachmann
Gutspächter
Verleihung am 7. Mai 1907 in Gern I
5. Karl Rist
Schwiegervater des Barons von Closen-Günderode
Verleihung am 7. Mai 1907 in Gern I
6. Christian Sailer (* 1840; † 1923)
Sägewerksbesitzer
Verleihung am 18. Februar 1909
Sailer erwarb sich Verdienste mit der Errichtung des Elektrizitätswerks, durch das nach und nach der Ort elektrifiziert werden konnte.
7. Roman Hattemer (* 1838; † 1909)
Bezirksamtmann
Verleihung am 11. März 1909
Er war von 1883 bis 1909 Bezirksamtmann in Eggenfelden. Für seine menschliche Amtsführung und sein Bemühen um die Errichtung eines Waisenhauses wurde er kurz vor seinem Tod zum Ehrenbürger ernannt.
8. Josef Berngehrer (* 1856; † 1933)
Oberlehrer
Verleihung am 13. November 1914
Der hoch geschätzte Pädagoge Berngehrer war lange als Chorregent des Kirchenchors St. Nikolaus tätig.
9. Franz von Paula Köstlbacher (* 1847; † 1918)
Geistlicher Rat
Verleihung am 6. November 1916
Köstlbacher war Stadtpfarrer in Eggenfelden. Bei seinem Rücktritt bekam er in Anerkennung seiner großen Verdienste um Kirche und Schule den Ehrenbürgerbrief verliehen.
10. Ludwig Frey (* 1865; † 7. November 1923 in München)
Apotheker
Verleihung am 21. November 1923 (postum)
In Würdigung seiner selbstlosen karitativen Tätigkeit.
11. Franz Xaver Goldenberger (* 3. Juni 1867 in München; † 6. September 1948 in Kirchdorf)
Bayerischer Staatsminister für Unterricht und Kultus
Verleihung am 1. Dezember 1926
Goldenberger war vor seiner Ernennung zum Kultusminister von 1909 bis 1912 Bezirksamtmann in Eggenfelden.
12. Ludwig Forster (* 25. September 1868 in Kraiburg a.Inn; † 20. Januar 1937 in Eggenfelden)
Bürgermeister
Verleihung am 22. Juni 1931
Forster bekleidete von 1906 bis 1932 das Amt des Bürgermeisters und war von 1905 bis 1911 Abgeordneter im Landtag. Gewürdigt wurde vor allem sein besonderes Herz für Arme.
  - Adolf Hitler (* 20. April 1889 in Braunau am Inn; † 30. April 1945 in Berlin)

Reichskanzler
Verleihung am 11. Juni 1933, aberkannt am 5. April 2011
  - Paul von Hindenburg (* 2. Oktober 1847 in Posen; † 2. August 1934 auf Gut Neudeck)

Reichspräsident
Verleihung am 11. Juni 1933, aberkannt am 5. April 2011
  - Franz Ritter von Epp (* 16. Oktober 1868 in München; † 31. Januar 1947 in München)

Reichsstatthalter
Verleihung am 11. Juni 1933, aberkannt am 5. April 2011
  - Hans Schemm (* 6. Oktober 1891 in Bayreuth; † 5. März 1935 in Bayreuth)

Bayerischer Staatsminister für Unterricht und Kultus
Verleihung am 11. Juni 1933, aberkannt am 5. April 2011
  - Georg Luber (* 6. November 1893 in Nürnberg; † 6. Januar 1961 in München)

Staatssekretär für Landwirtschaft im bayerischen Wirtschaftsministerium
Verleihung am 11. Juni 1933, aberkannt am 5. April 2011
13. Pauline Dichtl (* 1884; † 1970)
Oberin
Verleihung am 2. August 1961
Mit der Verleihung der Ehrenbürgerschaft wurden die Verdienste der Schulschwester und Oberin um das Schulwesen und dessen Wiederaufbau nach dem Zweiten Weltkrieg gewürdigt.
14. Karlheinz Richter (* 1904; † 1988)
Arzt
Verleihung am 19. Juni 1976
Gewürdigt wurden seine Verdienste als Arzt am Heilig-Geist-Spital in den Jahren 1948 bis 1969.
15. Friedrich Hölzlwimmer (* 1904 in Hebertsfelden; † 1989)
Stellv. Vorsitzender des Justizrates
Verleihung am  25. November 1976
16. Fritz Kempfler (* 6. Dezember 1904 in Eggenfelden; † 18. Oktober 1985 ebenda)
Mitglied des Deutschen Bundestages
Verleihung am 20. Januar 1977
Kempfler wurde für seine Verdienste um die Stadt und den Landkreis Eggenfelden während seiner 20-jährigen Abgeordnetentätigkeit zum Ehrenbürger ernannt. Er hatte sich insbesondere für die heimische Wirtschaft, das Schul- und Verkehrswesen eingesetzt.
17. Fritz Wilhelm Hörauf (* 10. Mai 1908 in Nürnberg; † 24. April 1991 in Pfarrkirchen)
Mitglied des Deutschen Bundestages
Verleihung am 20. Januar 1977
Hörauf hatte sich nach Kriegsende als Angehöriger der Spruchkammer human und nachsichtig erwiesen. Während seiner 16-jährigen Zugehörigkeit zum Deutschen Bundestag setzte er sich für die Belange der Stadt und des Landkreises Eggenfelden ein.
18. Hans Kreck (* 1921; † 10. Februar 2012 in Eggenfelden)
Altbürgermeister
Verleihung am 24. September 1996
Während seiner Amtszeit als Bürgermeister stellte er die Weichen für eine positive Zukunftsentwicklung der Stadt.
19. Herbert Kempfler (* 11. Juli 1931 in München)
Rechtsanwalt, Richter am Bayerischen Verfassungsgerichtshof, Mitglied des Bayerischen Landtags (1978–2003)

## Quelle
- Josef Haushofer: Geschichte von Eggenfelden. – Eggenfelden: Stadtverwaltung, 2002
- Dieter Hüttenmaier: Existenz Eggenfeldens – 1999